# داون مونيك وليامز
داون مونيك وليامز (بالإنجليزية: Dawn Monique Williams)‏ هي مخرجة أمريكية، ولدت في 2 يوليو 1978 في أوكلاند في الولايات المتحدة.

## وصلات خارجية
- الموقع الرسمي
- داون مونيك وليامز على موقع IMDb (الإنجليزية)